# Klaudy Kinga
Klaudy Kinga (Budapest, 1945–) magyar nyelvész, a fordítástudomány professzora. Kutatási területe az alkalmazott nyelvészet, a fordítástudomány és szövegnyelvészet. Férje néhai Bart István író, könyvkiadó.

## Életpályája
Az ELTE Bölcsészettudományi Karán végzett történelem, orosz és angol szakon. 1973-ban alapító tagja az ELTE Fordító- és Tolmácsképző Tanszékének, a nyelvtudomány kandidátusa (1981), a nyelvtudomány doktora (1997), habilitált (1997), a Fordító és Tolmácsképző vezetője (1997–), egyetemi tanár (2000–). Megalapítója és vezetője a Miskolci Egyetem Alkalmazott Nyelvészeti Tanszékének (1992–2002). Három tudományos folyóirat alapító főszerkesztője: Fordítástudomány, Modern Filológiai Közlemények, Across Languages and Cultures () A MANYE alelnöke (1995–), elnöke (2008–). ( Archiválva 2012. július 21-i dátummal a Wayback Machine-ben). 
Tudományszervezői tevékenységének központjában a magyar fordítástudomány megteremtése, az országszerte elszigetelten folyó fordítástudományi kutatások összefogása, a magyar fordítástudományi kutatások nemzetközi megismertetése áll. 2003-ban az ELTE BTK Nyelvtudományi Doktoriskoláján belül megalapította a Fordítástudományi Doktori Programot. Legfontosabb tudományos eredményei: a fordított magyar szövegek aktuális tagolásának leírása, a magyar és az indoeurópai nyelvek fordításszempontú egybevetése, egy magyar-indoeurópai átváltási tipológia kidolgozása. 2013-ban a Magyar Érdemrend tisztikeresztje kitüntetést vehette át. 2022-ben a Miskolci Egyetem Bölcsészettudományi Kara Doctor Honoris Causa (tiszteletbeli doktor) címmel tüntette ki.

## Főbb művei
- Klaudy K. 1987. Fordítás és aktuális tagolás. Nyelvtudományi értekezések 123. Budapest: Akadémiai Kiadó. 136 pp.
- Klaudy K. 1994. A fordítás elmélete és gyakorlata. Angol, német, francia, orosz fordítástechnikai példatárral. Budapest: Scholastica. 400 pp.
- Klaudy K., Bart I., Szöllősy J. 1996. Angol fordítóiskola. Budapest: Corvina. 250 pp.
- Klaudy K., Lambert, J., Sohár A. (eds.) 1996. Translation Studies in Hungary. Budapest: Scholastica. 208 pp.
- Klaudy K., Kohn J. 1997. (ed.) Transferre necesse est. Proceedings of the 2nd International Conference on Current Trends in Studies in Translation and Interpreting. Budapest: Scholastica. 570 pp.
- Klaudy K. 1997. Fordítás I. Bevezetés a fordítás elméletébe. Budapest: Scholastica. 247 pp. (negyedik átdolgozott kiadás).
- Klaudy K. 1997. Fordítás II. Bevezetés a fordítás gyakorlatába. Angol, német, orosz fordítástechnikai példatárral. Budapest: Scholastica. 285 pp. (negyedik átdolgozott kiadás).
- Klaudy K.(szerk.) 1999. A magyarországi fordító- és tolmácsképzés 25 éve. Jubileumi évkönyv 1973–1998. Budapest: Scholastica.
- Klaudy, K. 2003. Languages in Translation. Lectures on the theory, teaching and practice of translation. With illustrations in English, French, German, Russian and Hungarian. Budapest: Scholastica. 473 pp.
- Klaudy K. – Bart I. 2003. EU-fordítóiskola. Európai uniós szövegek fordítása angolról magyarra. Bp: Corvina. 220 pp.
- Klaudy K. (szerk.) 2003. Fordítás és tolmácsolás az ezredfordulón. 30 éves az ELTE BTK Fordító- és Tolmácsképző Központja. Jubileumi évkönyv. Budapest: Scholastica. 186 pp.
- Klaudy K. (szerk.) 2006. Papp Ferenc olvasókönyv. Papp Ferenc válogatott nyelvészeti tanulmányai. Budapest: Tinta Könyvkiadó. 334. pp
- Klaudy K. 2007. Nyelv és fordítás. Válogatott fordítástudományi tanulmányok. Budapest: Tinta Könyvkiadó. 269 pp.
- Klaudy Kinga–Salánki Ágnes: Német-magyar fordítástechnika; 3. kiad.; Nemzeti Tankönyvkiadó, Bp., 2008 (A fordítás lexikája és grammatikája)
- Klaudy Kinga–Simigné Fenyő Sarolta: Angol-magyar fordítástechnika; 2. jav. kiad.; Nemzeti Tankönyvkiadó, Bp., 2008 (A fordítás lexikája és grammatikája)
- Fordítás és tolmácsolás a harmadik évezred elején. 40 éves az ELTE Fordító- és Tolmácsképző Tanszéke. Jubileumi évkönyv, 1973-2013; szerk. Klaudy Kinga; ELTE Eötvös, Bp., 2013